# 大都會 (電視劇)
《大都會》，是香港無綫電視於1988年發行的金裝豪華電視劇，雲集全台當紅演員，由劉家豪監製，宋豪輝、李力持編導。此劇的演員陣容豪華鼎盛，因此被稱為《金裝豪華短劇》。

## 劇情
富商凌显光（杨群飾）面臨自己的大福百货公司陷入倒闭危機，女兒凌家敏（汪明荃飾）劝他让万众银行董事长兼男友鄭世昌（郑少秋飾）入股百貨公司。凌显光认为鄭世昌凌家敏的居心叵測，野心太大完全不信任兩人，欲與在美國回港度假的長子凌家业（梁朝伟飾）共谋对策，奈何凌家业在美國已創下一番事業，但不忍心眼看父親心血毀於一旦，終答應回歸幫忙，卻因一時魯莽不幸撞车身亡，凌显光饱受丧子之痛，又被野心勃勃的郑世昌压逼，最後被迫宣布破产。凌家敏與郑世昌吞并大福百货的计划告吹，凌家敏为了发展自己事业，威逼利诱郑世昌的情婦林灵芝（戚美珍飾）离开郑世昌，然后自己与郑世昌结婚。
郑世昌本有一子郑立基（周星驰飾），后与万众银行董事長的女兒结婚，而她与前夫则育有兒子浩然（梁思浩飾）。郑世昌是万众银行董事長是因為自己是小姨宜珠（林颖嫺飾）和浩然的财产托管人，利用其在银行的决策大权，从中取利，但必須在兩人21歲後將全部財產歸還。不料，宜珠剛好回港更與凌显光的幼子凌家明 （邵仲衡飾）日久生情，更即將成婚。郑世昌恐二人爭夺财产，遂指使立基女友、凌家明的前度女友Maggie（卢敏仪飾）合谋，破坏二人感情。凌家明知悉郑世昌的阴谋，遂與暗戀家敏的律師趙振邦（高雄飾）合力搜集郑世昌與郑立基父子亏空公款的证据。未幾，終被商業罪案調查科調查，合伙人杜明（吕良伟飾）向郑世昌索取一千萬以掩饰罪行，不料其竟错手杀死明。郑世昌兩父子知紙包不住火，決定潛逃……

## 演員表
- 邵仲衡 飾 凌家明
- 林穎嫺 飾 蔡宜珠
- 鄭少秋 飾 鄭世昌
- 汪明荃 飾 凌家敏
- 周星馳 飾 鄭立基
- 呂良偉 飾 杜明
- 梁朝偉 飾 凌家業
- 楊群 飾 凌顯光
- 戚美珍 飾 林靈芝
- 劉嘉玲 飾 飛機乘客
- 邱淑貞 飾 秘書
- 岳華 飾 公司高層
- 梁思浩 飾 鄭浩然
- 楊寶玲 飾 秘書
- 李美鳳 飾 秘書
- 湘漪
- 吳浣儀 飾 管家
- 黎美嫻 飾 鄭立基朋友
- 林文龍 飾 餐廳經理
- 叢世權
- 江明輝
- 葉碧雲
- 劉秀萍
- 曹德堅
- 黃允材
- 廖啟智 飾 凌家明好友
- 關禮傑 飾 生日酒會賓客
- 劉美娟 飾 生日酒會賓客
- 梁少狄
- 黃新
- 徐寶麟
- 盧敏儀 飾 Maggie
- 凌禮文
- 劉安琪
- 盧海鵬 飾 部門主管
- 溫兆倫 飾 部門主管
- 談泉慶
- 羅嘉良 飾 破產管理局職員
- 許紹雄 飾 部門主管
- 郭晉安 飾 部門主管
- 梁建平
- 羅清浩
- 何美婷 飾 部門主管
- 陳玉麟
- 林帆
- 關菁
- 余慕蓮
- 梅蘭
- 許逸華
- 林美君
- 高雄 飾 趙振邦
- 關海山
- 梁鴻華 飾 凌家明好友
- 麥長青 飾 抵港人士
- 崔嘉寶
- 李中寧
- 陳國志
- 梅小惠 飾 婚宴賓客
- 楊啟芳
- 李香琴
- 顏國樑
- 陳有后
- 白蘭
- 江寧
- 陳中堅
- 何偉龍
- 光毅
- 吳孟達 飾 豪宅買家
- 薛峻
- 黃日華 飾 商業罪案調查科人員
- 梁藝齡 飾 婚宴賓客
- 鮑方 飾 遊客
- 于倩 飾 遊客
- 任達華 飾 髮型師

## 重播
此劇於2022年10月24-28日晚凌晨劇集時段，掛上「傳承·經典55」的名義重播，並附加中文字幕。
重播前當一日本港恆生指數下跌了超過一千點，丁蟹效應亦不脛而走。
此外，此劇重播當日，老牌演員楊群在美國洛杉磯因膀胱癌去世，終年88歲。